# نانا میزوکی
نانا میزوکی (انگلیسی: Nana Mizuki; زاده ۲۱ ژانویهٔ ۱۹۸۰) صداپیشه، مجری رادیو، خواننده-ترانه‌سرا، خواننده، آهنگساز، تهیه‌کننده تلویزیونی  و صداپیشه ژاپنی است.